# 미야우치 타카유키
미야우치 타카유키(일본어: 宮内タカユキ, 본명: 미야우치 도센, 1955년 2월 4일 ~ )는 일본의 가수이다.

## 경력
중학교 1학년 때부터 비틀즈, 벤처스 등에 영향을 받아 츠치우라 일본 대학 고등 학교에 들어가 아마추어 밴드를 선배들과 결성하는 드럼을 담당했다.
1981년 록 밴드 「WHY」를 결성하는 보컬을 담당하고 〈사랑은 밀물 소리〉에서 테이치쿠(현:테이치쿠 엔터테인먼트)보다 데뷔했다.
1984년 《초전자 바이오맨》에서 솔로 보컬로 데뷔. 그 뒤 《비디오전사 레자리온》, 《가면라이더 블랙 RX》, 《특경 인스펙터》, 《특구지령 솔브레인》, 《특수 엑시 드래프트》 등 많은 애니메이션 특수 촬영 작품의 오프닝 엔딩 곡을 담당했다.
1992년, 우치야마다 히로시와 쿨 파이브에 단기간 참여하고 있다.
1998년부터 2000년까지 비밀 결사 섬뜩하사보다 《호쾌한 미야우치》 시리즈 4편을 발표하고 있다.
2003년에 중증 급성 장염을 앓는데, 2004년 《ANIME JAPAN FES슈퍼 히어로 영혼》에서 부활을 이룬다.
2006년 《굉굉전대 보우켄저》 삽입곡 〈굉굉합체! 다이보우켄!〉에서 부활을 이루어 현재는 애니메이션 특수 촬영 송계의 라이브에 적극적으로 참여하면서 현지 이바라키 현을 중심으로 활동하는 밴드「로간즈」와의 조인트 라이브를 열정적으로 하고 있다.
2011년 12월 갑자기 심한 현기증에 사로잡히고 병원에서 검사했는데, 소뇌 경색이 발병한 것으로 드러났다. 다행히 생명에는 지장이 없는 후유증도 없어 현재도 치료하면서 활동을 계속하고 있다.

## 에피소드
토에이의 3대 인기 어린이 영화인 슈퍼 전대 시리즈, 가면라이더 시리즈, 메탈 히어로 시리즈 모두에서 주제가를 부른 경험을 가진다(외에는 쿠시다 아키라, 이시하라 신이치, 미즈키 이치로가 있을 뿐). 메탈 히어로 시리즈에서는 레스큐 폴리스 시리즈의 3작품 모두 주제가를 담당했다. 또 슈퍼 전대 시리즈에서는 주제가는 《초전자 바이오맨》만 있지만 삽입곡은 바이오맨 등 총 12작품으로 담당하고 있으며 메인 보컬로 가장 많은 작품에 참가하고 있다.
지모토·이바라키의 로컬 히어로 《시공 전사 이바라이가 R》의 이미지 송의 제작·가창을 스스로 담당하고 있다.
《B-로봇 가브타크》 제36화에 본인 역으로 출연했다. 노래 자랑 대결에서 「코부란다 양과 쿠루쯔」의 보컬을 지낸 비로보 코브 랜더의 대리로서 《아아 스타피스》를 열창. 또래에 활약했던 쿠시다 아키라, MoJo와는 친분이 깊다. 딸은 역시 가수 궁내 진우이다.
「애니 송축계의 대 마신」이란 별명을 갖는다.
2007년경부터 센다이에서 라이브를 하고 있다. 동일본 대지진이 발생한 2011년의 라이브에서는 미야우치는 열기에 방황을 느끼고 있었지만, 청중의 개최를 바라는 소리에 고무된 눈물이 나왔다.

### 레스큐 폴리스 시리즈에서의 에피소드
자신이 모든 작품을 담당한 레스큐 폴리스 시리즈에는 특히 사랑이 있다. 라이브의 고객으로도 이 시리즈의 팬들이 많고 라이브에서는 주제가·삽입곡을 전곡 부르는 것도 많다.
《특경 인스펙터》의 주연인 야마시타 유는 방송 당시에 거의 매주 캐릭터 쇼를 함께 돌아갔으며, 그 후에도 개인적인 교제가 계속되고 있다.
자신이 병을 앓게 때는 《특구지령 솔브레인》의 가사에 고무됐다는 거였다. 2012년에 개최된 《특수엑시 드래프트》의 20주년 행사에서는 퇴원하고 10일 후라는 상황이었으나 가사로 격려 메시지를 보내면서 자신이 쓰러지면 가사가 거짓말이 된다는 생각에서 무대에 선다.

## 주요 곡

### 애니메이션
《근육맨》
- 베를린의 붉은 비(브로켄 Jr. 주제) (대사: 미즈토리 테츠오(브로켄 Jr.)
- 악마의 맹우(버팔로 맨의 테마) (대사: 사토 마사하루(버팔로 맨)
- 지옥의 산맥(뭐 구름 하늘의 테마) (대사: 키타가와요네 히코(뭐 구름 하늘)
- 복면의 사냥꾼(빅·더·무도의 테마) (대사: 키타가와요네 히코(빅·더·무도)
- 공포의 회전 천공기(스크루 키드의 테마) (대사: 시오자 와카네 토(스크루 키드)
- 타다! 방송석 (대사:토타 니코 오지(아나운서), 하세상지(나카노 씨),)

《몽전사 윙맨》
- 악! 기형! 윙맨
- 충격! 윙맨
- Desire(욕망)

《비디오전사 레자리온》
- 비디오전사 레자리온 - 오프닝 주제가
- We're ready
- 빛의 세계